# Дед Архип и Лёнька
«Дед Архи́п и Лёнька» — рассказ Максима Горького, написанный в 1893 году. Впервые он был опубликован в газете «Волгарь» в 1894 году. Рассказ также был записан на грампластинку в инсценировке С. Шиловского и озвучке В. Сперантовой (в роли Лёньки), Н. Плотникова (деда Архипа).

## Сюжет
Автор знакомит нас с одиннадцатилетним мальчиком Лёнькой и его дедушкой Архипом. Наши герои идут  на берег реки Кубани и ждут паром. Образы героев: «костлявый», «хрупкий», «в лохмотьях», рисуют перед нами двух нищих. Добираются они в станицу, чтобы просить милостыню. С самого начала рассказа автор нас погружает в атмосферу болезни и неизбежной смерти: «…дед Архип, чувствуя тупую, давящую боль в груди».  Автор также использует соответствующие цвета: темно-коричневый, бурый, жёлтый. Дед задумывается в очередной раз о смерти и сетует, что не на кого ему внука своего оставить.
После этого герои на пароме перебираются на другой берег, и казак их подвозит до станицы. Казаки в рассказе в противовес нашим героям описываются крепкими и сытыми, не бегущими от работы. В станице дед и Лёнька разделяются, чтобы просить милостыню отдельно. Ленька не любит это дело. Стенания деда ему не нравятся: «когда слышал он просьбы деда, ему становилось неприятно и как-то тоскливо». Да и врёт дед, чтоб подавали больше: «в России на улицах мрёт народ, да так и валяется, и убрать некому, потому что все люди обалдели от голода… Ничего этого они с дедом не видали нигде». Потому Лёнька лёг рядом с дорогой под вишню и задремал.
А проснулся наш маленький герой, потому что услышал горький плач. Это плакала девочка, которая рассказала ему что потеряла новый платок. Лёнька успокоил её, как смог, и отправился на встречу к деду в условленное место, к храму. Но как только они встретились у ворот храма, казак, который сказал им пройти с сборную. Тут Лёнька понял, что дед что-то украл, потому что однажды их из станицы за дедово воровство выгоняли. Дед сунул Леньке кулёк, пока казак не видел, и сказал закинуть подальше, только запомнить где, чтоб поднять. Так внук и сделал.
Обыскав, их отпустили. Дед был доволен своей кражей: дорогим серебряным кинжалом и новеньким женским платком, а вот Лёнька был раздосадован. Сгоряча накричал он на деда: «Вор ты старый!.. У-у! У дити украл… Ах, хорошо!.. Старый, а туда же… Не будет тебе на том свете прощенья за это!..». Погода же восстала мощной грозой. Просил Лёнька деда пойти назад в станицу, да дед с обиды с места не двинулся: «Не пойду… Не прощу… Семь лет я тебя нянчил!.. Всё для тебя… и жил… для тебя…», а после завыл жутким воем. Да так Лёньку напугал: «доведённый этим воем чуть не до сумасшествия, Лёнька вырвался от него, вскочил на ноги и стрелой помчался куда-то вперёд».
Так их и нашли: деда, который к вечеру умер, под деревом, а Лёньку — в степи в жидкой грязи. И похоронили их вместе под деревом.

## Критика
А.А. Волков пишет о Горьком следующее: "Емельян Пиляй", «Дед Архип и Ленька», «Убежал», «Нищенка», «Челкаш», «Однажды осенью» и другие рассказы дали повод буржуазной критике назвать Горького певцом босячества. Этим определением критики, в большей или меньшей мере страдавшие социальной глухотой и слепотой, пытались принизить социальное значение горьковского разоблачительства. Они видели опасность произведений Горького для буржуазии, но не понимали их глубокого смысла".